# Grujugan (Gapura)
Grujugan is een bestuurslaag in het regentschap Sumenep van de provincie Oost-Java, Indonesië. Grujugan telt 3499 inwoners (volkstelling 2010).